# Secamone buxifolia
Secamone buxifolia är en oleanderväxtart som beskrevs av Joseph Decaisne. Secamone buxifolia ingår i släktet Secamone och familjen oleanderväxter. Inga underarter finns listade i Catalogue of Life.